# それがるうるの支配魔術
『それがるうるの支配魔術』（それがるうるのイレギュラー）は、土屋つかさによる日本のライトノベル。イラストはさくらねこが担当している。角川スニーカー文庫（角川書店）から2011年3月から2012年12月まで刊行された。

## 登場人物
犬海 丸（いぬかい たまき）
本作の主人公。私立帆群守学園の普通科の1年生。晶の両親が大家となっているアパートに下宿している。
「世界はたくさんのルールの固まりである」と考えている。世界の≪理≫に違和感を感じると首の後ろがかゆくなる体質。
魔術を世界の≪理≫を口にするだけで破ることができる。るうるの魔術の「外」にいることができる数少ない人間。
水那斗 るうる（みなと るうる）
本作のヒロインの一人。私立帆群守学園の理操魔術学科にトップで入学した1年生。
『世界災厄の魔女』と呼ばれる魔術師。≪理≫を書き換えができる場の範囲は地球全体に及ぶ。
入学式の日に二度にわたって丸に魔術を破られたことから普通科に転科し、監視しようとする。
御剣 言乃（みつるぎ ことの）
本作のヒロインの一人。私立帆群守学園の理操魔術学科に第二位で入学。
碓氷 圭次（うすい けいじ）
普通科の1年生で丸とはクラスメイト。丸のことを「タマぴょん」と呼ぶ。「情報は速度」が口癖。
小春 アイ（こはる アイ）
本作のヒロインの一人。男性恐怖症。可愛いものに目がない。お菓子作りが趣味。
神宮 晶（じんぐう　あきら）
丸の従妹で幼馴染。ラクロス部に入部。
京野 薫（きょうの　かおる）
1-Dの担任。
神崎 竜一（かんざき　りゅういち）
帆群守学園の理操魔術学科1年。アイにラブレターを送ったが振られ、魔術を使ってストーカー行為を行った。

## 用語解説
理操魔術
世界を構成する≪理≫を一時的に書き換える能力。あくまで「一時的に」であり、恒久的に書き換える能力を持った者は「世界災厄の魔女」と呼ばれる。
『物の≪理≫』(物理法則)を書き換える魔術と『場の≪理≫』(場の中の人の認識)を書き換える魔術によって構成されている。
Rule's rule（ルールズ ルール）
作中に登場するゲーム。
ルール1.解答者は出題者の作った≪ルール≫を当てる。
ルール2.解答者を除く全員はその≪ルール≫通りに行動する。
ルール3.解答者は≪ルール≫そのものについての質問が許されない。
噂屋
帆群守学園の生徒だけが入れる噂売買システム。
噂を買いたい場合は自分の持っている噂を売ることで新しい噂を買うことができる。
欧州文化研究会
通称「欧文研」あるいは「ゲーム研」。
喫茶店「ねこのあしあと」
るうるの叔父が経営する店。言乃がアルバイトをしている。
レピクシの光教団
「魔術師こそが選ばれし人間」という選民思想を持つカルト教団。
レピクシの光教団集団失踪事件
教団が全国各地から優秀な魔術の才能を持つ子供を誘拐、警察が踏み込んだ時点で、誘拐されたるうるの兄が首謀者から末端に至るまでを魔術で消した後だった。

## 既刊一覧
| タイトル | タイトル                                                | 初版発行日     | ISBN              |
| -------- | ------------------------------------------------------- | -------------- | ----------------- |
| 1        | それがるうるの支配魔術Game1：ルールズ・ルール           | 2011年3月31日  | 978-4-04-474009-2 |
| 2        | それがるうるの支配魔術Game2：リメンバランス・パズル     | 2011年7月30日  | 978-4-04-474010-8 |
| 3        | それがるうるの支配魔術Game3：ファミリアル・リドル       | 2011年11月30日 | 978-4-04-100040-3 |
| 4        | それがるうるの支配魔術Game4：ロックドルーム・ゴッデス   | 2012年3月31日  | 978-4-04-100208-7 |
| 5        | それがるうるの支配魔術Game5：キングメーカー・トラップ   | 2012年8月31日  | 978-4-04-100393-0 |
| 6        | それがるうるの支配魔術Game6：リライト・ニュー・ワールド | 2012年12月28日 | 978-4-04-100632-0 |